# Caisse nationale d'assurance maladie et de garantie sociale
La Caisse nationale d’assurance maladie et de garantie sociale (CNAMGS) est l'organisme chargé de l'assurance médicale universelle au Gabon. Elle a été créée en 2007, avec une adhésion de la population progressive, sur plusieurs années. Sa mise en place s'inscrit dans la continuation de la politique de Omar Bongo Ondimba.